# Estillac

Estillac este o comună în departamentul Lot-et-Garonne din sud-vestul Franței. În 2009 avea o populație de 1.810 de locuitori.

## Evoluția populației
| An        | 1975 | 1982 | 1990  | 1999  | 2006  | 2009  |
| --------- | ---- | ---- | ----- | ----- | ----- | ----- |
| Populație | 897  | 990  | 1.182 | 1.307 | 1.558 | 1.810 |